# Golden Pipeline

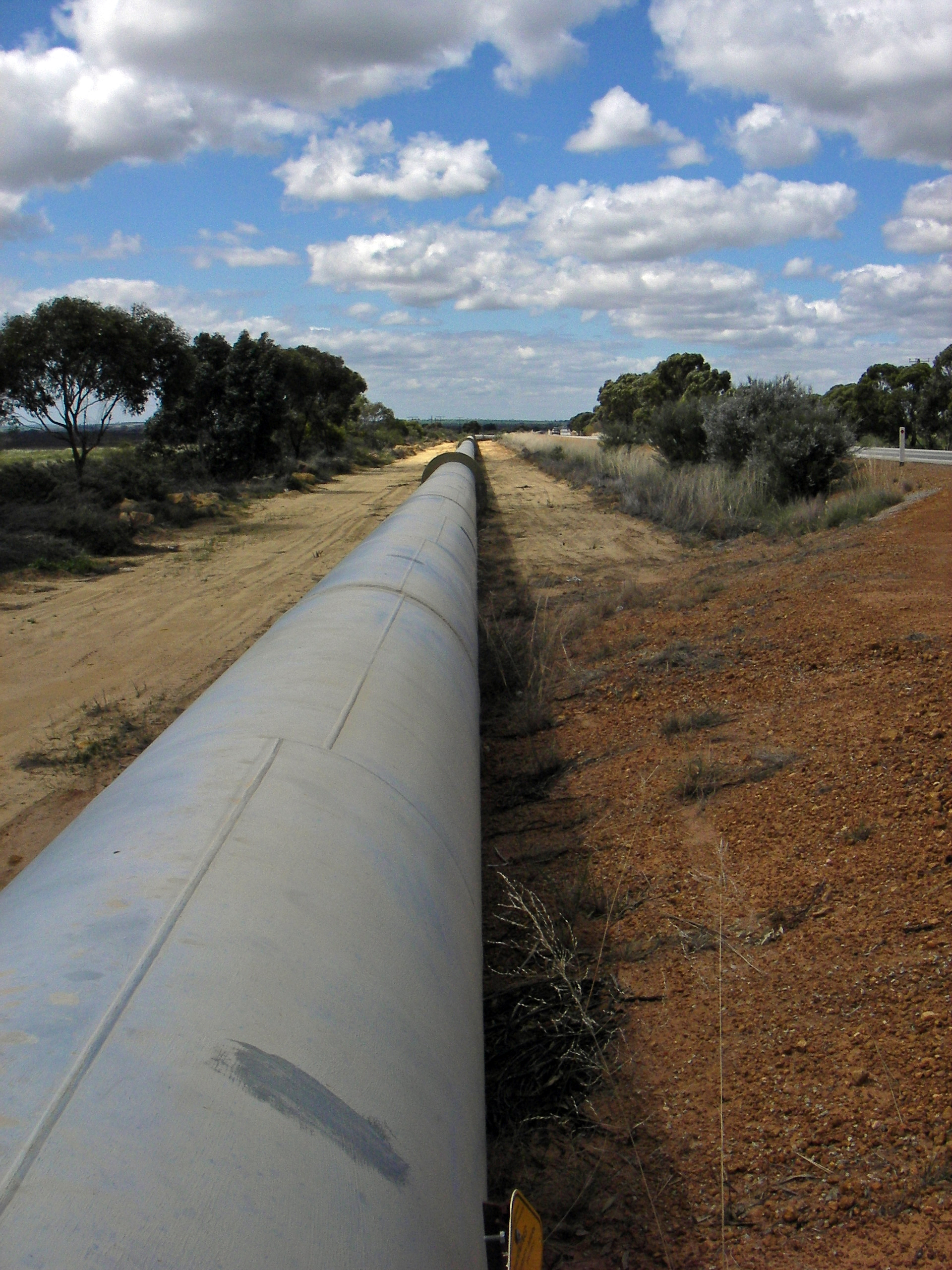
Goldfield Pipeline entlang des Great Eastern Highway

Die Golden Pipeline oder offiziell Goldfields Water Supply Scheme genannt (auch Goldfields Pipeline, Goldfields and Agricultural Water Supply Scheme (GAWS) und Coolgardie Goldfields Water Supply Scheme) in Western Australia ist eine Süßwasser-Pipeline. Mit 540 Kilometern Länge war sie bei der Erbauung die weltlängste Trinkwasserversorgung. Sie verbindet den Lake C.Y.O’Connor nahe Perth mit dem Mount Charlotte-Reservoir bei Kalgoorlie-Boulder.
Die Pipeline versorgt heute rund 100.000 Personen und Minen auf einem Gebiet von rund 44.000 Quadratkilometer mit Wasser.
Die Golden Pipeline wurde 2008 von der American Society of Civil Engineers in die List of International Historic Civil Engineering Landmarks aufgenommen und am 23. Juni 2011 in die Australian National Heritage List eingetragen.

## Projektierung

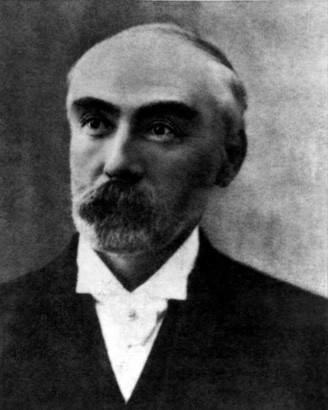
Charles O’Connor

Vor 1893 bestand für die Regierung von Western Australia wenig Veranlassung, Wassertransporte für die Bevölkerung und für das Vieh in das dünnbesiedelte und trockene Inland zu planen. Dies änderte sich, als 1893 von Arthur Bayley und William Ford in Coolgardie und Paddy Hannan bei Kalgoorlie Gold gefunden wurde. Die Goldfunde setzten einen australischen Goldrausch in Gang und brachten Immigranten nach Western Australia, die sich in der Nähe der Goldfelder niederließen. Der Transport von Wasser erfolgte mit der im Jahre 1896 fertiggestellten Eisenbahnlinie bis nach Kalgoorlie, wobei das Volumen bei Weitem nicht ausreichte. Es gab unterschiedliche Überlegungen im Public Works Department, Wasser in die Goldfelder zu bringen, bis der Entschluss von Charles O’Connor, den Wasserbauingenieur Thomas Hodgson mit der Planung des Coolgardie Water Supply Project zu beauftragen, den Durchbruch für die Golden Pipeline brachte.
Die Pipeline wurde ab 1896 geplant und 1903 fertiggestellt, damit war die Süßwasserversorgung der wachsenden Region sichergestellt.
Das Pipeline-Programm zog Nutzen aus der Goldentdeckung und brachte großen Wohlstand in die vormals schwächelnde regionale Wirtschaft. Süßwasser konnte nach Beendigung des Pipeline-Baus für einen Preis von drei Schillingen und einen Sixpence für 1000 Gallonen abgegeben werden, was einer Preisreduktion um zirka 94 Prozent entsprach: vorher musste das Wasser aufwändig mit der Eisenbahn nach Kalgoorlie gebracht werden, so dass die gleiche Menge £3 kostete.
Die Pipeline versorgt bis zum heutigen Tag mehr als 100.000 Personen in über 33.000 Haushalten sowie auch die Minen, Farmen und weitere Betriebe.

## Planung und Route

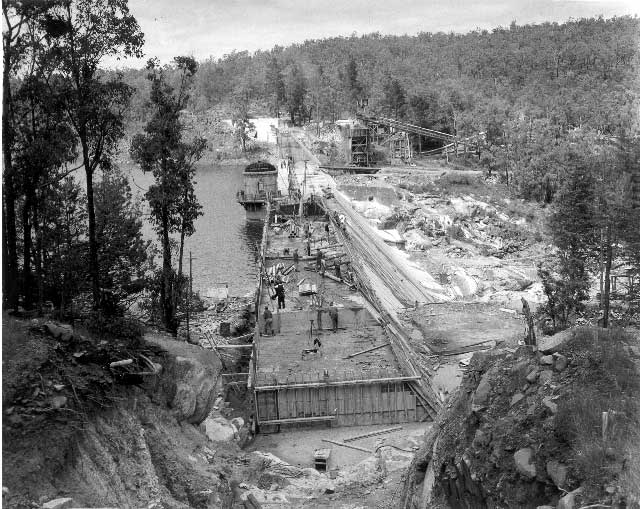
Mundaring Staustufe, die 1901 fertiggestellt wurde

Als am 16. Juli 1896 der Premierminister Sir John Forrest im westaustralischen Parlament das Gesetz vorstellte, das ihn autorisierte, £ 2,5 Millionen für den Bau des Projekts auszugeben, sollte die Pipeline nach Plan fünf Millionen Gallonen (23.000 m³) Wasser täglich bis zu den Goldfeldern liefern.
Der Plan bestand aus drei Schlüsselelementen: der Mundaring Staustufe, die das Wasser des Helena River in eine Stahlröhre mit 760 mm Durchmesser einspeist und bis nach Kalgoorlie 530 km entfernt liefert, sowie acht Pumpstationen mit zwei kleinen Dämmen, die das Wasser über den Höhenunterschied heben sowie die Wasserreibung im Rohr überwinden. Auf der Strecke von 530 Kilometern waren 400 Höhenmeter zu bewältigen.
Für die Wahl der Route entschied man sich, der Strecke der Eastern Railway bei Northam zu folgen, um die dampfangetriebenen Pumpen der Pipeline durch die Eisenbahn mit Brennstoff versorgen zu können und vermied die älteren Wege zu den Goldfeldern, obwohl der Entdecker Charles Hunt in den 1860er Jahren Brunnen und Wege gebaut hatte, die in den 1890er Jahren für Telegrafen- und Eisenbahnlinien und zur Wasserversorgung genutzt wurden. Die Brunnen entstanden damals unter Nutzung des Wissens der Aborigines – nur dadurch konnte man das Land am Rand von Westaustralien erreichen.
Das Public Works Department baute eine Eisenbahnlinie bis zur Mundaring-Eisenbahnstation, um Material anzuliefern. Die Western Australian Government Railway übernahm den Betrieb der Strecke bis ins Jahr 1952. Die Eisenbahnlinie wurde anschließend 1954 vollständig aufgegeben.

## Kritik

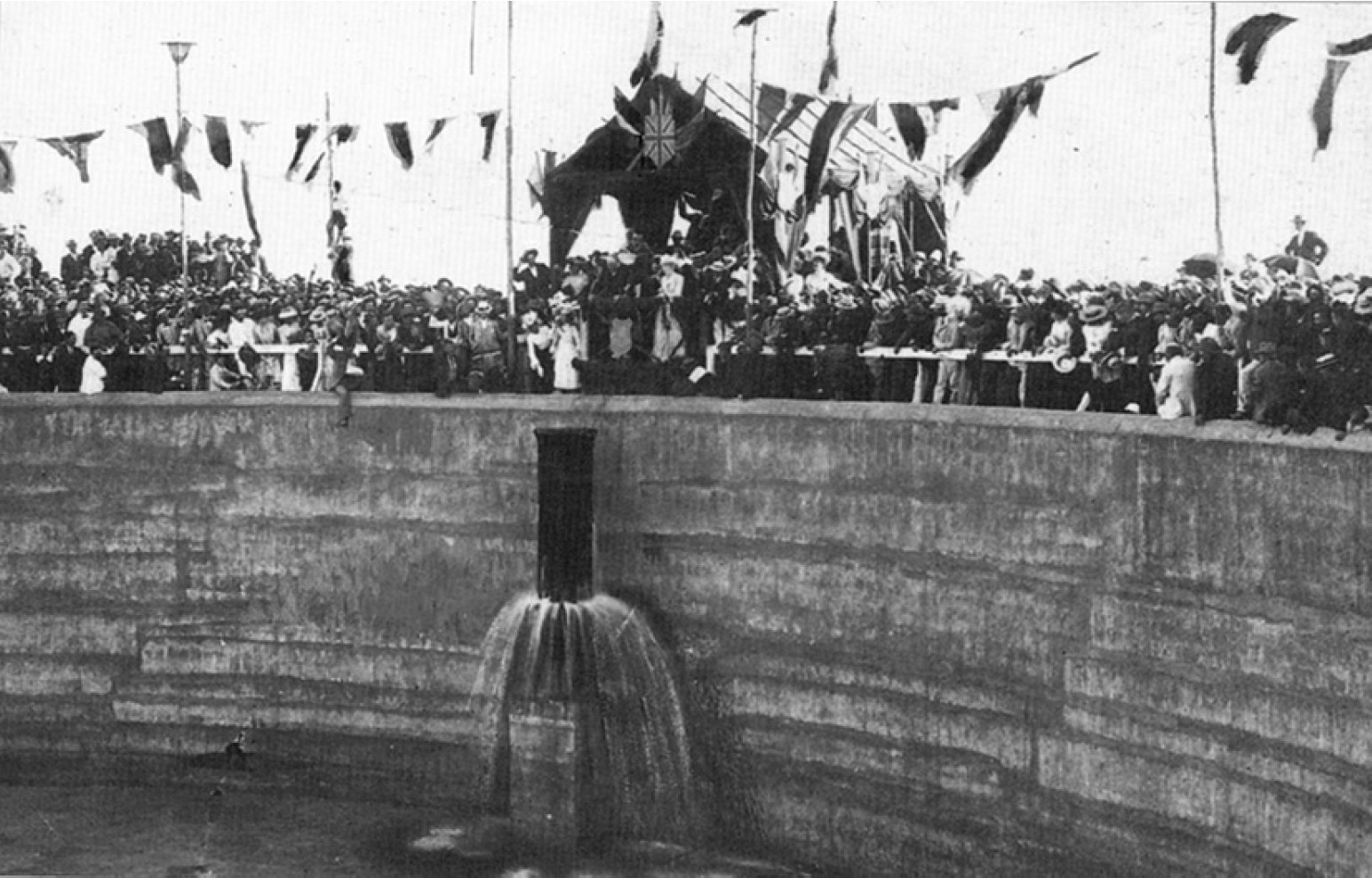
Einweihung des Mount Charlotte Reservoirs am 24. Januar 1903

Das Projekt wurde von O’Connor geplant und konstruktiv überwacht. Obwohl er von Premierminister Forrest unterstützt wurde, hatte O’Connor mit weit verbreiteter Kritik und gegen Anfeindungen des westaustralischen Parlaments wie auch der lokalen Presse zu kämpfen, die glaubten, dass die Aufgabe zu groß sei und das Wasser niemals fließen werde. Es gab auch die Auffassung, dass die Goldförderung bald versiegen werde, der Staat sich außerordentlich verschulden und durch den Bau kaum oder keinen wirtschaftlichen Erfolg erzielen werde.
Frederick Vosper, der Herausgeber der westaustralischen Zeitung The Sunday Times, der auch ein Politiker war, griff O’Connor persönlich an, stellte seine Integrität und Befähigung in Frage und unterstellte ihm Korruption. Sein Unterstützer Forrest setzte seine Karriere in der Bundesregierung Australiens fort, und ein neuer Premierminister George Leake kam ins Amt, der seit langem ein Kritiker dieses Projekts war.
Die Regierung leitete eine Untersuchung dieses Projekts ein und fand keine Hinweise auf Unregelmäßigkeiten oder Korruption durch O’Connor. Das Projekt überstieg letztendlich die geplanten Kosten lediglich um neun Prozent. Später wurde „Helana Lake“ in „O’Connor Lake“ umbenannt und ein Vorort von Perth trägt seinen Namen.
O’Connor beging im März 1902 Selbstmord, weniger als zwölf Monate vor der Fertigstellung der Pipeline. Die Frau des Premierministers, Lady Forrest, startete offiziell die Pumpstation Nummer 1 am 22. Januar 1902 und am 24. Januar 1903 floss das Wasser in das Mt. Charlotte Reservoir bei Kalgoorlie. O’Connors Chefingenieur, C. S. R. Palmer übernahm das Projekt nach dem Tode von O’Connor bis zur Fertigstellung.

## Bau und Technik

### Damm

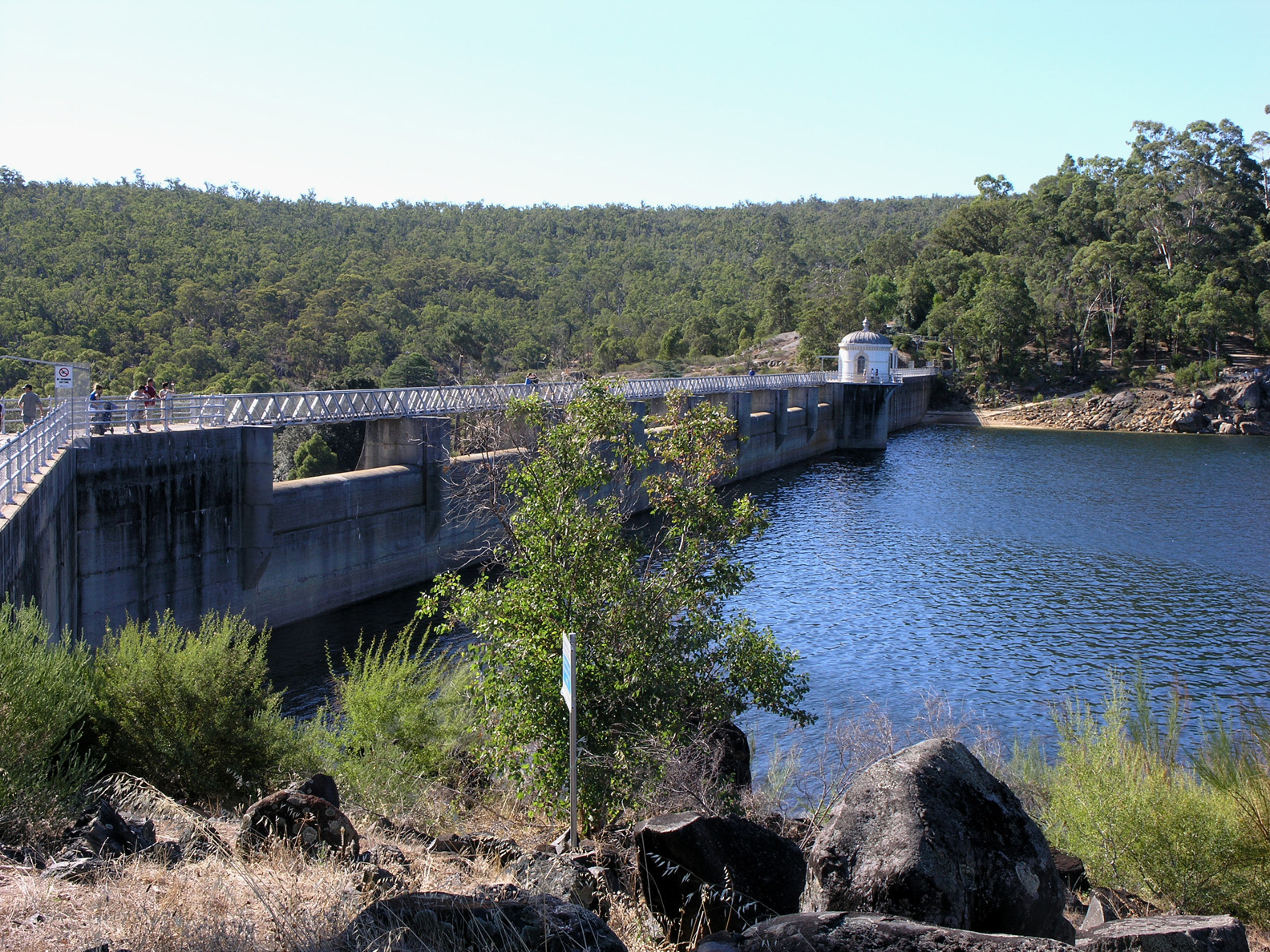
Mundaring Staustufe heute

Die Konstruktion des Mundaring-Staudamms begann 1898 und nach der Fertigstellung im Jahre 1902 war er der Staudamm mit dem weltweit höchsten Einstauvermögen. Das Wasser, das dieser Staudamm nicht fassen konnte, wurde in einem darunterliegenden Becken aufgefangen.
Nach dem Zweiten Weltkrieg wurde der Dammwall um weitere 9,7 Meter erhöht.

### Pipeline
Die Röhren der Golden Pipeline wurden vor Ort in Australien aus Flachstahl hergestellt, der aus Deutschland und aus den Vereinigten Staaten von Amerika geliefert wurde. Mephan Ferguson erhielt den ersten Vertrag zur Herstellung der Röhren und baute eine Fabrik in Falkirk, in der heutigen Vorstadt von Perth, die Mayland heißt. Er produzierte die Hälfte der 60.000 Röhren, die andere Hälfte produzierte Hoskins Engineering nahe der Midland Junction, der heutigen Vorstadt von Perth und Fremantle, Midland.
Als die Pipeline im Jahr 1903 fertiggestellt war, war sie die längste Süßwasserleitung der Welt. Die Pipeline führt teilweise entlang der früheren Eisenbahnlinie der Eastern Railway und der Eastern Goldfields Railway, sodass die Eisenbahn und die Pipeline gemeinsam durch die dünnbesiedelte Wildnis führen.
Die Pipeline benötigte eine Infrastruktur zur Kraftstoffversorgung der Pumpstationen. Aus dieser Notwendigkeit entstand eine Nachfrage nach Arbeitskräften und es entstanden Orte entlang dieser Route. Jedoch verbesserte sich die Lieferung von Kraftstoffen durch modernere Maschinen und Automatisierung, sodass die Pumpstationen mit immer weniger Personal arbeiteten.
In den frühen 1930er Jahren gingen 1,7 Millionen Kubikmeter Wasser jährlich durch Lecks an der Pipeline verloren, ein Viertel des gesamten Volumens der Mundaring-Staustufe.

### Pumpstationen
Die meisten der ursprünglichen Pumpstationen wurden durch Dampf angetrieben und mit Holz befeuert. Der Weg der Pipeline folgte deshalb entlang der Eastern Railway, damit das Holz mit der Eisenbahn angeliefert werden konnte. Um das System gegen Störungen abzusichern, war jede Pumpstation mit zusätzlichen Pumpen ausgerüstet, die sich bei Störungen einschalteten und die Wasserversorgung sicherstellten. Um den erforderlichen Druck zur Überwindung der Steigungen an den Stationen eins bis vier zu erreichen, waren je zwei Pumpen in Betrieb. Stationen 5 bis 8 wurden mit einer Pumpe betrieben, da geringere Steigungen zwischen den Stationen zu überwinden waren.
Das Unternehmen von James Simpson and Co lieferte 3.500 Tonnen Ausrüstung in 5.000 Behältern zur Konstruktion und Aufbau der Pumpen.

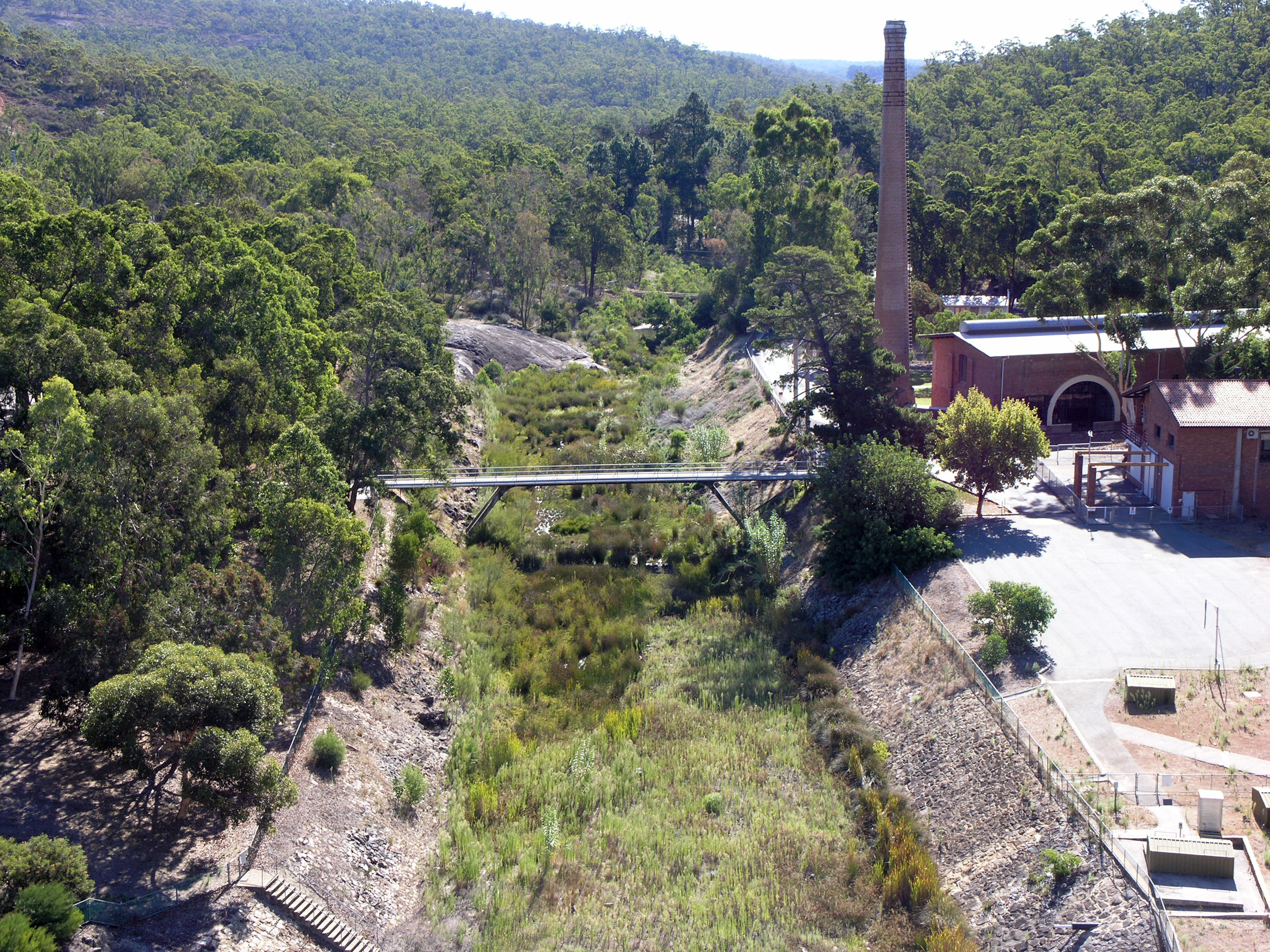
Die historische Pumpstation Mundaring Weir.

Die acht Pumpstationen, die O’Connor plante und baute, sind:
- Number One – Mundaring Weir (heute ein Museum)
- Number Two – Mundaring Weir (abgebaut in den 1960er Jahren)
- Number Three – Cunderdin (nun Cunderdin-Museum)
- Number Four – Merredin (Ort mit drei Generationen von Pumpen)
- Number Five – Yerbillon
- Number Six – Ghouli
- Number Seven – Gilgai
- Number Eight – Dedari

### Aktuelle Pumpstationen
1. Mundaring
2. Chidlow
3. Wundowie
4. Grass Valley
5. Meckering
6. Cunderdin
7. Kellerberrin
8. Baandee
9. Merredin
10. Walgoolan
11. Yerbillon
12. Nulla Nulla
13. Southern Cross
14. Ghooli
15. Karalee
16. Koorarawalyee
17. Boondi
18. Dedari
19. Bullabulling
20. Kalgoorlie

## Weitere Entwicklung
Wasser der Pipeline wurde seit 1907 an weitere Städte an der Route und seit den 1950er Jahren in die südliche Region von Australien verteilt. Das Public Works Department startete dieses Projekt, erhöhte die Staumauer und schloss diese Arbeiten 1961 ab.
Die Pipeline wird als Staatsunternehmen („national trust“) von Australien geführt und das sogenannte Golden Pipeline Project kommt in Reiseführern und auf Internetseiten vor. Wanderwege an der Pipeline und zu den alten Pumpstationen werden von Touristen genutzt.
Der Trust erlangte die Aufsichtsgewalt über das Wasser der Pipeline durch eine Vereinbarung mit der staatlichen Water Corporation im Jahre 1998, deren Detailvereinbarungen zwischen 2001 und 2003 entwickelt wurden.
Im späten 20. und frühen 21. Jahrhundert sank wegen der Wasserknappheit der Wasserstand mehrere Jahre lang. Deshalb wurde der Staudamm unterhalb der Mundaring-Staustufe, der Lower Helena Pumpback Dam genutzt, um das Wasser nach oben in den Staudamm zu pumpen.